# Frederikshavn FOX Team Nord
Frederikshavn FOX Team Nord, tidigare FOX Team Nord, var ett damhandbollslag från Fredrikshamn i Danmark, bildat 2001 och nedlagt 2010.
Den 24 mars 2010 gick laget i konkurs. Det flyttades då ned till division 3 och döptes om till Vendsyssel Håndbold. Laget fungerar som Frederikshavn FI:s handbollssektion.

## Svenskar som varit i klubben
- Martina Adamsson Jensen (2007–2010)
- Anna-Maria Johansson (2008–2009)
- Elin Karlsson (Hallagård) (2007–2008)
- Ola Månsson (huvudtränare, 2004–2005)
- Lina Möller (2004–2008)
- Madelene Olsson (1999–2002)
- Petra Skogsberg (2007–2008)
- Teresa Utkovic (2003–2006)
- Johanna Wiberg (2004–2006)
- Therese Wallter (2007–2008)